# Neusorg

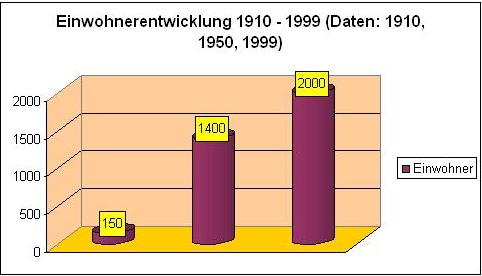
Demografia

Neusorg – miejscowość i gmina w Niemczech, w kraju związkowym Bawaria, w rejencji Górny Palatynat, w regionie Oberpfalz-Nord, w powiecie Tirschenreuth, siedziba wspólnoty administracyjnej Neusorg. Leży około 27 km na północny zachód od Tirschenreuth, nad rzeką Fichtelnaab, przy linii kolejowej Monachium - Norymberga - Berlin.

## Dzielnice
W skład gminy wchodzą następujące dzielnice: Neusorg, Wäsch, Schwarzenreuth, Stockau, Stöcken, Weihermühle, Riglasreuth i Wernersreuth.

## Polityka
Rada gminy składa się z 14 członków:
- CSU 6 miejsc
- SPD 6 miejsc
- ÜWG 2 miejsca

### Współpraca
Miejscowość partnerska:
- Skalná, Czechy